# Chad McCullough
Chad McCullough (* um 1980 in Seattle) ist ein US-amerikanischer Jazzmusiker (Trompete,  Flügelhorn).

## Leben und Wirken
Chad McCullough erwarb den Bachelor an der University of Idaho, wo er Lionel-Hampton-Scholar war, und den Master of Music an der University of Washington. 2009 nahm er am Jazz & Creative Music Workshop im Banff Centre in Kanada teil. Er erhielt ein DCASE-Stipendium für ein Studium bei Tim Hagans. 2009 legte er sein Debütalbum Dark Wood, Dark Water vor; zuvor hatte er an Alben des Spin Quartet mitgewirkt, bestehend aus Geof Bradfield, Clark Sommers und Kobe Watkins, sowie an fünf Alben mit dem belgischen Pianisten Bram Weijters und mit dem slowakischen Pianisten Michal Vanoucek. Als Sideman arbeitete McCullough außerdem mit Matt Ulery, Dustin Laurenzi, Shawn Maxwell, The Kora Band und James Davis. Im Bereich des Jazz war er laut Tom Lord zwischen 2005 und 2019 an 14 Aufnahmesessions beteiligt, zuletzt mit Shawn Maxwell’s New Tomorrow. Unter eigenem Namen legte er 2020 das Album Forward vor, an dem Rob Clearfield, Matt Ulery und Jon Deitemyer mitgewirkt hatten. McCullough arbeitet gegenwärtig in der Jazzszene von Chicago; u. a. gastierte er 2018 auf dem Chicago Jazz Festival. Er unterrichtet an der Jazzfakultät der DePaul University und an der University of Wisconsin-Madison.

## Diskografische Hinweise
- Dark Wood, Dark Water (Origin Records, 2008), Mark Taylor, Geof Bradfield, Bill Anschell, Jeff Johnson, John Bishop
- Chad McCullough/Michal Vanoucek: The Sky Cries (Origin, 2010), mit Mark Taylor, Dave Captein, Matt Jorgensen
- Chad McCullough/Bram Weijters: Imaginary Sketches (Origin, 2010), mit Chuck Deardorf, John Bishop
- Chad McCullough/Bram Weijters: Urban Nightingale (Origin, 2011), mit Piet Verbist, John Bishop
- Chad McCullough & Bram Weijters: Abstract Quantities(Origin, 2014), mit Piet Verbist, John Bishop
- The Charm of Impossibilities (2023), mit Jon Irabagon, Larry Kohut, Jon Deitemyer
- In These Hills, Beyond (2024)